# Rick Okon
Rick Okon (ur. 13 kwietnia 1989 w Schwedt/Oder)  – niemiecki aktor teatralny, telewizyjny i filmowy.

## Filmografia

### Filmy
- 2010: Rock It! jako Dennis (Megafett)
- 2011: Romeo i Romeo (Romeos) jako Lukas
- 2012: Bissige Hunde (TV) jako Jacob
- 2012: Fliegen lernen (TV) jako Emil
- 2012: Wszystko w najlepszym porządku (Alles Bestens) jako Justus Schulze-Lohmann
- 2013: Wechselspiel jako Paul
- 2013: Ein Schnitzel für alle (TV) jako Hans
- 2014: Talfallzug (film krótkometrażowy) jako Timo
- 2014: Ein Geschenk der Götter jako Max
- 2016: Dresden Mord - Nachtgestalten (TV) jako Dennis Reuter
- 2016: Operation Zucker - Jagdgesellschaft (TV) jako Victor
- 2017: Laim und die Zeichen des Todes (TV) jako Benjamin Schumacher
- 2017: Die Unsichtbaren jako Bruno Gumpel
- 2018: Gdzie nie pada cień (Wo kein Schatten fällt, TV) jako Basti

### seriale TV
- 2007: Großstadtrevier jako złodziej samochodów
- 2008: Einsatz in Hamburg jako Kevin Brandes
- 2008: Tatort: Und Tschüss (Miejsce zbrodni) jako Ben Berck
- 2009: Krimi.de jako Björn
- 2009: Unter anderen Umständen jako Bingo
- 2010: Die Pfefferkörner jako Daniel Meier
- 2011: Stubbe - Von Fall zu Fall jako Paul Matthes
- 2012: Bella Block jako John Kleeberg
- 2012: Flemming jako Sacha
- 2013: Tatort: Freunde bis in den Tod jako Roland „Ron“ Klaas
- 2014: SOKO Köln jako Jakob Meyer
- 2014: Küstenwache jako Carl Jannek
- 2014: Heldt jako Tobias
- 2014: Helen Dorn jako Roman Wischnewksi
- 2015: Wydział zabójstw Stambuł (Mordkommission Istanbul) jako Carl Hansen
- 2015: Schuld jako policjant Steinmann
- 2015: In aller Freundschaft - Die jungen Ärzte jako Markus Böhm
- 2015-2016: Jednostka X (X Company) jako Rolf Bauer
- 2016: Tatort: Kartenhaus (Miejsce zbrodni) jako Adrian Tarrach
- 2017: Der Kriminalist jako Michael Zühlke
- 2018-2020: Okręt (Das Boot) jako Klaus Hoffmann
- 2018-2021: Tatort (Miejsce zbrodni) jako nadkomisarz Jan Pawlak
- 2020: Die verlorene Tochter jako Philipp von Gems